# 三浦勇太
三浦 勇太(みうら ゆうた、1982年4月22日-)は日本のダンサー、俳優、振付家、舞台芸術家。北海道札幌市出身。

## プロフィール
1998年、ミュージカル劇団I'Mにて身体表現を開始。同時期、大野一雄の舞踏に衝撃を受ける。
2004年、アメリカにてtony tee(本名：七類誠一郎)に師事し、黒人リズム感研究のパルスリズム理論と、パルスリズム理論に基づき黒人リズム感を後天的に体得するメソッドのインターロック(体幹連動運動)をtony teeから修得。
2005年以降、パルスリズム理論とインターロックに基づき、黒人リズム感や黒人発祥のダンスジャンルの本質を、コンテンポラリー・ダンス、ファインアート、ミュージカル等の他領域に持ち込み、普及活動を開始。
体性感覚的意識を重視する等、独自の身体表現を追求し、身体表現に含まれる人間の心身への良影響に焦点をあて、領域を限定せず、被災地の文化振興、ダンスによる国際交流等、多様な貢献活動を行った。
総合身体芸術家/心身自然科学研究者。Universal Tradition主催。ダンサー/俳優として創作、次代の伝統に寄与する心身深層相関の実践研究。
祖先に桓武天皇、石田一鼎(葉隠の礎「武士道要鑑抄」著)等。

## 略歴
1998年
- 札幌市立高等専門学校1年生の時、劇団I'Mに入団。

2000年
- ソロ活動開始。

2004年
- ロサンゼルスにてダンスを研鑽。
- tony tee(本名：七類誠一郎)に師事。
- 全米ダンスコンテストL.A.Dance Forceにてチーム作品で最優秀賞受賞。
- ニューヨークブロードウェイ、フィラデルフィア、ロサンゼルスにて舞台出演。

2007年
- 劇団I'Mを退団。

2011年
- 9月11日、岩手県大船渡市にてダンスワークショップとパフォーマンス[1]。

2012年
- 東京大学での講義と研究に協力[2][3]。

2014年
- 8月、台湾にてゲストとして発表するダンス作品を振付し出演、ダンスコンテスト審査、ワークショップを行う[4]。(一般社団法人グローバルダンスエンタープライズ)
- 10月、一般社団法人 地域舞台創造I'Msと同法人が運営する劇団I'Mに所属。
- 宮城県仙台市にて現代アートCAF.N展内パフォーマンスをコーディネート。

2017年
- 7月、一般社団法人 地域舞台創造I'Msと同法人が運営する劇団I'Mを退く。

2019年
- 宇流 三浦（うりゅう みうら）と号を改める。
- 8月、フィンランドにて"Japonism Today"美術館パフォーマンス。

## 出演

### 舞台
- 香瑠鼓『Apiture』(2011年、SIM STUDIO)須藤カンジの映像作品とコラボレーション[5]
- 森山開次『曼荼羅の宇宙』(2012年、新国立劇場)[6][7][8]
- 森山明子『詩劇 花はくれない』(2014年、東北芸術工科大学)[9]
- 澤田亜沙子、三木弘和『詩劇 まな子と瞳』(2016年、パトナシアター)[10][11]
- 森山明子『BENIBANA : The Flowering Spirit』(2019年、Promenadi Keskus、Teatteri Vantaa)[12]
- 宇流三浦『吟楽 一矢』(2021年、恵比寿・エコー劇場)

### TVCM
- SMBC日興証券(2011年)キエフ・バレエ団のナタリヤ・マツァークと共演[13]

### 雑誌掲載
- 月刊ジャパンフィットネス(2014年、株式会社ジャパンフィットネス)特集記事[14]